# Nefropatia IgA
Nefropatia IgA (Choroba Bergera, łac. nephropathia IgA; morbus Bergeri, ang. IgA nephropathy) – rodzaj glomerulopatii, w której dochodzi do odkładania się złogów immunoglobuliny A (IgA) w mezangium. Klinicznie schorzenie to objawia się nawracającym krwinkomoczem lub krwiomoczem.

## Epidemiologia
Ocenia się, że nefropatia IgA stanowi 15-40% wszystkich pierwotnych glomerulopatii. W krajach gdzie do ustalenia rozpoznania stosuje się biopsję nerki jest to najczęstsza idiopatyczna postać kłębuszkowych zapaleń nerki.

## Etiologia
Nefropatię IgA można określić jako mezangialne rozplemowe kłębuszkowe zapalenie nerek.
Choroba może mieć dwojaki charakter:
- idiopatyczny
- wtórny – w przebiegu innych chorób, np. chorób układowych, w tym o tle reumatoidalnym; m.in.:
  - zesztywniające zapalenie stawów kręgosłupa (ZZSK)
  - reumatoidalne zapalenie stawów
  - zespół Reitera
  - celiakia
  - nieswoiste zapalenia jelit
  - sarkoidoza
  - łuszczyca
  - AIDS
  - wirusowe zapalenie wątroby typu B

W przypadkach idiopatycznych uważa się, że pierwotną przyczyną jest defekt wytwarzania immunoglobuliny A w błonach śluzowych. Powoduje to zwiększoną produkcję ubogiej w galaktozę IgA1 przez pobudzone limfocyty B. Kompleksy immunologiczne zbudowane z ubogiej w galaktozę IgA1 oraz skierowanych przeciwko niej autoprzeciwciał w klasie IgG odkładają się w mezangium kłębuszków nerkowych. Stymuluje to produkcję cytokin i czynników wzrostu, a następnie rozplem komórek i macierzy mezangium.

## Histopatologia
Występuje duża różnorodność obrazów w badaniu mikroskopowym.
W mikroskopie świetlnym stwierdza się kłębuszki o prawidłowym wyglądzie obok kłębuszków o różnie nasilonej proliferacji.
Mikroskop fluorescencyjny jako jedyny może rozpoznać tę glomerulopatię na podstawie badania immunofluorescencyjnego, w którym stwierdza się depozyty IgA.

## Objawy i przebieg
- samoistnie przemijający krwinkomocz u chorego po przebytym nieswoistym zapaleniu górnych dróg oddechowych
- bezobjawowa mikrohematuria z białkomoczem lub bez
- nadciśnienie tętnicze u 40% chorych bez niewydolności nerek i u wszystkich chorych z niewydolnością tego narządu
- badanie moczu:
  - wałeczki czerwonokrwinkowe lub dysmorficzne erytrocyty
  - nieselektywny białkomocz kłębuszkowy
  - u ok. 10% chorych objawy zespołu nerczycowego

Do objawów niewydolności nerek dochodzi rzadko (poniżej 5% wszystkich przypadków tej choroby).

## Leczenie
Zgodnie z zaleceniami Polskiego Towarzystwa Nefrologicznego leczenie nefropatii IgA jest zależy od nasilenia białkomoczu:
- < 0,5 g/d – zalecane jest ograniczenie sodu w diecie, zaprzestanie palenia wyrobów tytoniowych, kontrola masy ciała i ciśnienia tętniczego, wysiłek fizyczny;
- > 0,5 g/d – zalecane jest leczenie inhibitorami konwertazy angiotensyny lub sartanami niezależnie od wartości ciśnienia tętniczego;
- > 1 g/d – w przypadku wysokiego ryzyka progresji do niewydolności nerek stosuje się glikokortykosteroidy, pozostałe leki immunosupresyjne tylko w przypadku gwałtownie postępującego kłębuszkowego zapalenia nerek.

## Rokowanie
Po 25 latach od rozpoznania nefropatii IgA u 20-30% chorych rozwija się schyłkowa niewydolność nerek. U 40% chorych choroba powraca po przeszczepieniu nerki.